# Стуков, Иннокентий Николаевич
Иннокентий Николаевич Стуков (1887—1936) — советский государственный и партийный деятель, начальник сектора экономических исследований Народного комиссариата финансов РСФСР.

## Биография
Сын священника. Окончил реальное училище в Троицкосавске. Учился в Психоневрологическом институте, который не окончил, затем в пехотном военном училище. В РСДРП с 1905, большевик. Провёл в царских тюрьмах 6 лет, в 1911 бежал из ссылки в Томской губернии. В 1917 член Московского областного бюро РСДРП(б). Избран в Учредительное собрание от Владимирского, Калужского и Тверского округов, участник заседания 5 января.
С 1918 в РККА, член Реввоенсовета 5-й армии. В 1919 председатель Уфимского ревкома, в 1920 председатель Уфимского губкома РКП(б). Являлся редактором издательства газеты «Советская Сибирь», в 1920-1921 примыкал к «децистам». В 1926-1927 участвовал в объединённой оппозиции, после чего был исключён из партии и сослан. В последующие годы на военной и хозяйственной работе в Москве. В 1936 начальник сектора экономических исследований Народного комиссариата финансов РСФСР.
Арестован 21 марта 1936. Приговорён Военной коллегией Верховного суда СССР к расстрелу. Приговор приведён в исполнение 4 ноября 1936. Реабилитирован посмертно 30 ноября 1957.